# نکست جی‌اس
نکست جی‌اس (به انگلیسی: Next.js) یک چارچوب توسعه متن‌باز است که بر پایه نود جی‌اس ساخته شده تا امکاناتی مانند اسکریپت‌نویسی سمت سرور (server-side rendering) و تولید صفحات وب ایستا (static-site generation) را برای برنامه‌های وب مبتنی بر ری‌اکت فراهم کند. نکست جی‌اس یک چارچوب آماده است که به توسعه دهندگان اجازه می‌دهد تا به سرعت وب سایت‌های JAMstack ایستا و پویا ایجاد کنند.
از مارس ۲۰۲۰، این چارچوب توسط بسیاری از وب سایت های بزرگ، از جمله نتفلیکس، گیت هاب، اوبر، و استارباکس استفاده می شود.
نکست جی‌اس یکی از چندین ابزار توصیه شده در هنگام شروع یک برنامه جدید ری‌اکت است که همه آنها یک لایه انتزاع را برای کمک به کارهای معمول ارائه می‌دهند. برنامه‌های ری‌اکت عادی تمام محتوای خود را در سمت کاربر ارائه می‌دهند، از نکست جی‌اس برای گسترش این قابلیت استفاده می‌شود تا شامل برنامه‌های ارائه شده در سمت سرور شود.

## پیشینه
نکست جی‌اس یک چارچوب ری‌اکت است که چندین ویژگی اضافی، از جمله  اسکریپت‌نویسی سمت سرور و صفحات وب ایستا را فراهم می‌کند. ری‌اکت یک کتابخانه جاوا اسکریپت است که به طور سنتی برای ساخت برنامه های کاربردی وب استفاده می شود که در مرورگر کلاینت با جاوا اسکریپت ارائه می شوند. با این حال، توسعه‌دهندگان مشکلات متعددی را با این استراتژی مواجه می‌شوند؛ مانند عدم ارائه خدمات به کاربرانی که به جاوا اسکریپت دسترسی ندارند یا آن را غیرفعال کرده‌اند، مشکلات امنیتی بالقوه، زمان بارگذاری صفحه به‌طور زیاد و سئو نامناسب برنامه. چارچوب‌هایی مانند نکست جی‌اس این مشکلات را کنار می‌گذارند و اجازه می‌دهند برخی یا همه وب‌سایت قبل از ارسال به کلاینت در سمت سرور رندر شوند.
نکست جی‌اس یکی از محبوب ترین مؤلفه های موجود برای ری‌اکت  است و یکی از چندین «زنجیره ابزار» پیشنهادی است که هنگام راه‌اندازی یک برنامه جدید در دسترس است، در مستندات رسمی  این چارچوب میبینیم که همگی لایه‌ای از انتزاع را برای کمک به کارهای رایج ارائه می‌کنند. نکست جی‌اس برای اجرا نود جی‌اس نیاز دارد و می توان با ان‌پی‌ام آن را نصب کرد
گوگل در سال ۲۰۱۹ با ۴۹ ارائه درخواست (pull-request) از نکست جی‌اس حمایت کرد.